# لويرر ستيشن (كيبك)
لويرر ستيشن (بالإنجليزية: Laurier-Station, Quebec)‏ هي بلدية محلية في كيبيك تقع في كندا في Lotbinière Regional County Municipality. يقدر عدد سكانها بـ 2,634 نسمة ومساحتها 12.00 كم2 .

## أعلام
- لوران بودوان